# Jemieliste (Podlachie)
Pour les articles homonymes, voir Jemieliste.
Jemieliste est un village de Pologne, situé dans la gmina de Filipów, dans le powiat de Suwałki, dans la voïvodie de Podlachie à l'est de la Pologne.